# Polegge
Polegge è una frazione del comune italiano di Vicenza.
Si tratta dell'abitato più settentrionale del territorio comunale, al confine con Caldogno (frazioni di Cresole e di Rettorgole), Dueville (frazione di Vivaro) e Monticello Conte Otto (frazione di Cavazzale) e, in quanto zona periferica, ha mantenuto l'originale carattere residenziale-agricolo. Sorge tra i corsi del Bacchiglione, a ovest, e dell'Astichello a est.

## Geografia fisica
Nel Basso Medioevo, dopo la deviazione operata dai vicentini del fiume Astico e il progressivo prosciugamento del Lacus Pusterlae, l'abitato di Polegge si costituì al centro della depressione compresa tra i fiumi Bacchiglione e Astichello, una striscia di territorio allungato in direzione nord-sud, caratterizzato dalla presenza di paludi e percorso da canali.

## Origini del nome
Alcuni autori fanno derivare il nome da Paulecle, cioè da Paludiculae = zona di piccole paludi.

## Storia

### Medioevo
Nell'organizzazione medievale della città di Vicenza, le due contrade di Polegge e di Lago facevano parte della Coltura Pusterle e dal punto di vista ecclesiastico dipendevano dalla parrocchia di San Marco.
Alla fine del Quattrocento, nel 1490, gli abitanti delle due contrade chiesero e ottennero da Pietro de' Bruti, vescovo di Cattaro e luogotenente del vescovo di Vicenza Giovanni Battista Zeno, di poter costruire a Polegge una chiesa e una casa per l'abitazione del sacerdote officiante, che nel novembre 1491, dedicata a San Giovanni Evangelista, divenne parrocchia autonoma; l'anno seguente un'altra chiesa, dedicata al medesimo santo, fu edificata in contrada Lago a cura della famiglia Barbaran, ma solo quella di Polegge ebbe la giurisdizione parrocchiale.
Agli inizi la chiesa di Polegge fu soggetta al giuspatronato popolare, ma ben presto, data la povertà della popolazione che non riusciva a mantenere la chiesa e il parroco, se ne assunsero gli oneri e quindi il patronato le famiglie nobiliari: dal 1517 i Garzadori e dal 1763 i Da Porto. Nella prima metà del Seicento la popolazione raddoppiò, passando da 200 a circa 400 persone, e la chiesa si arricchì di altari e devozioni. Oltre alla chiesa nella zona vi erano altri tre oratori: quelli di San Francesco e dei Santi Simone e Giuda, appartenenti ai Garzadori, e quello della Sacra Famiglia, appartenente alla famiglia Caldonazzo.

## Monumenti e luoghi d'interesse

### Edifici religiosi
Chiesa parrocchiale di San Giovanni Evangelista 45.590635°N 11.550801°E
Fu edificata sul sito della chiesa precedente, ormai cadente, nel corso dell'Ottocento su progetto dell'architetto Gio. Andrea Greco. I lavori principali furono effettuati nel 1859, ma continuarono ancora per diversi anni.
Ereditati dalla chiesa precedente sono i due altari laterali, posti in cappelle; su uno di essi è collocata una tela seicentesca di Giulio Carpioni, raffigurante La Trinità, la Vergine e san Giovanni Evangelista (patrono della parrocchia).
Pregevole è anche l'organo ottocentesco, costruito dai veronesi Gaetano Zanfretta e Figli.
Il campanile, costruito anch'esso sopra il precedente su disegno dell'architetto Carlo Barrera, è della prima metà dell'Ottocento e fu rialzato di un modulo nei primi del '900. Ospita un concerto di 6 campane fuse dalla fonderia Colbachini di Padova in diverse riprese (3 maggiori nel 1925, quarta nel 1927, quinta nel 1982 e sesta nel 1999) suonate regolarmente a mano. Polegge è infatti famosa per essere la patria di un notevole numero di suonatori di campane.
Chiesa di Santa Maria Etiopissa 45.605855°N 11.55667°E
Chiesa di un'antica abbazia benedettina, la cui prima costruzione risale all'età altomedievale. A partire dal XII secolo fu proprietà dell'abbazia di Pomposa e dal 1484 del monastero di san Bartolomeo in Vicenza. Nel 1771, in seguito alla soppressione del monastero, fu venduta a privati e adibita a usi profani; nel XX secolo fu restaurata e attualmente appartiene alla parrocchia di Polegge ed è aperta al culto.

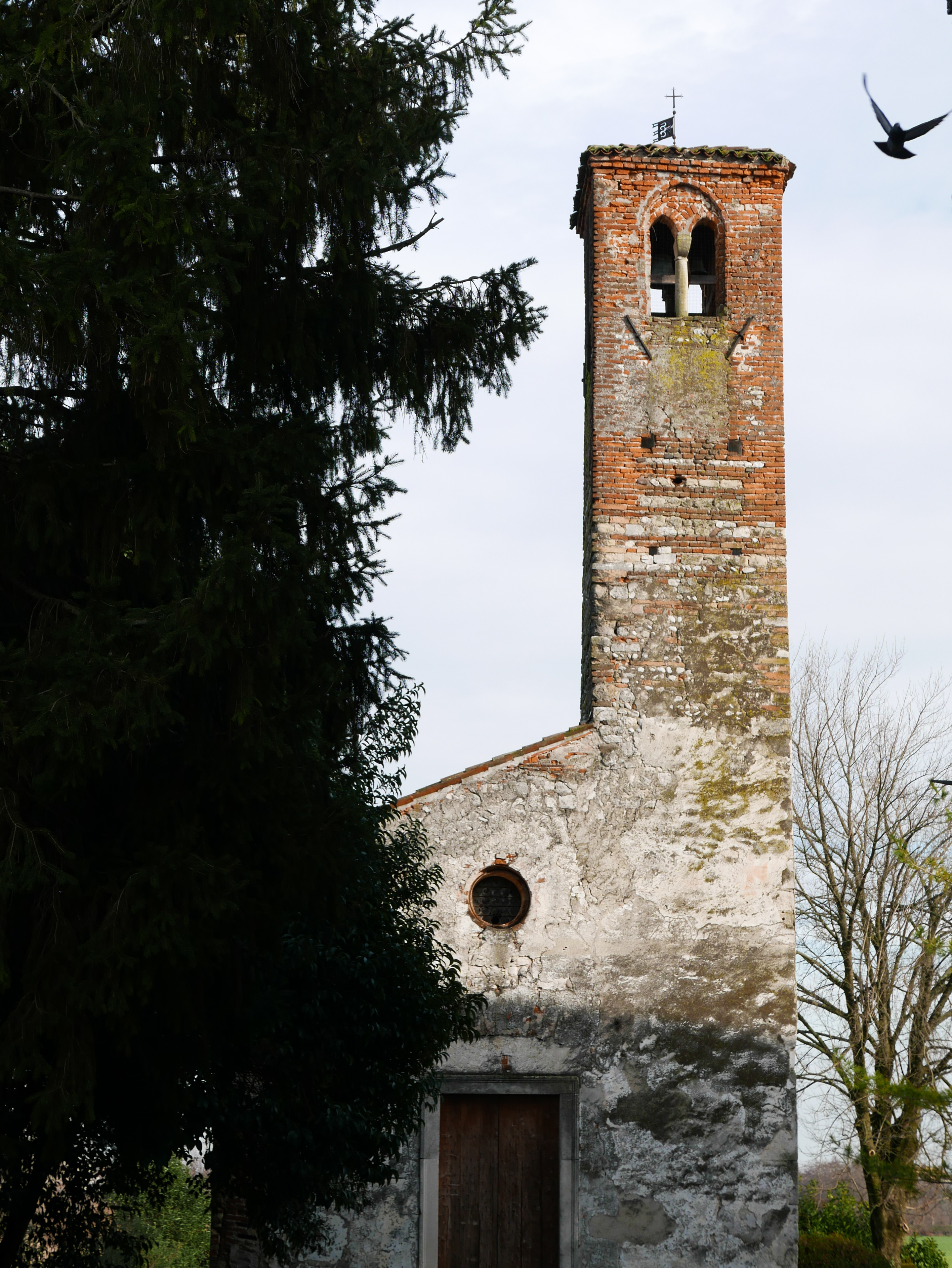
Facciata
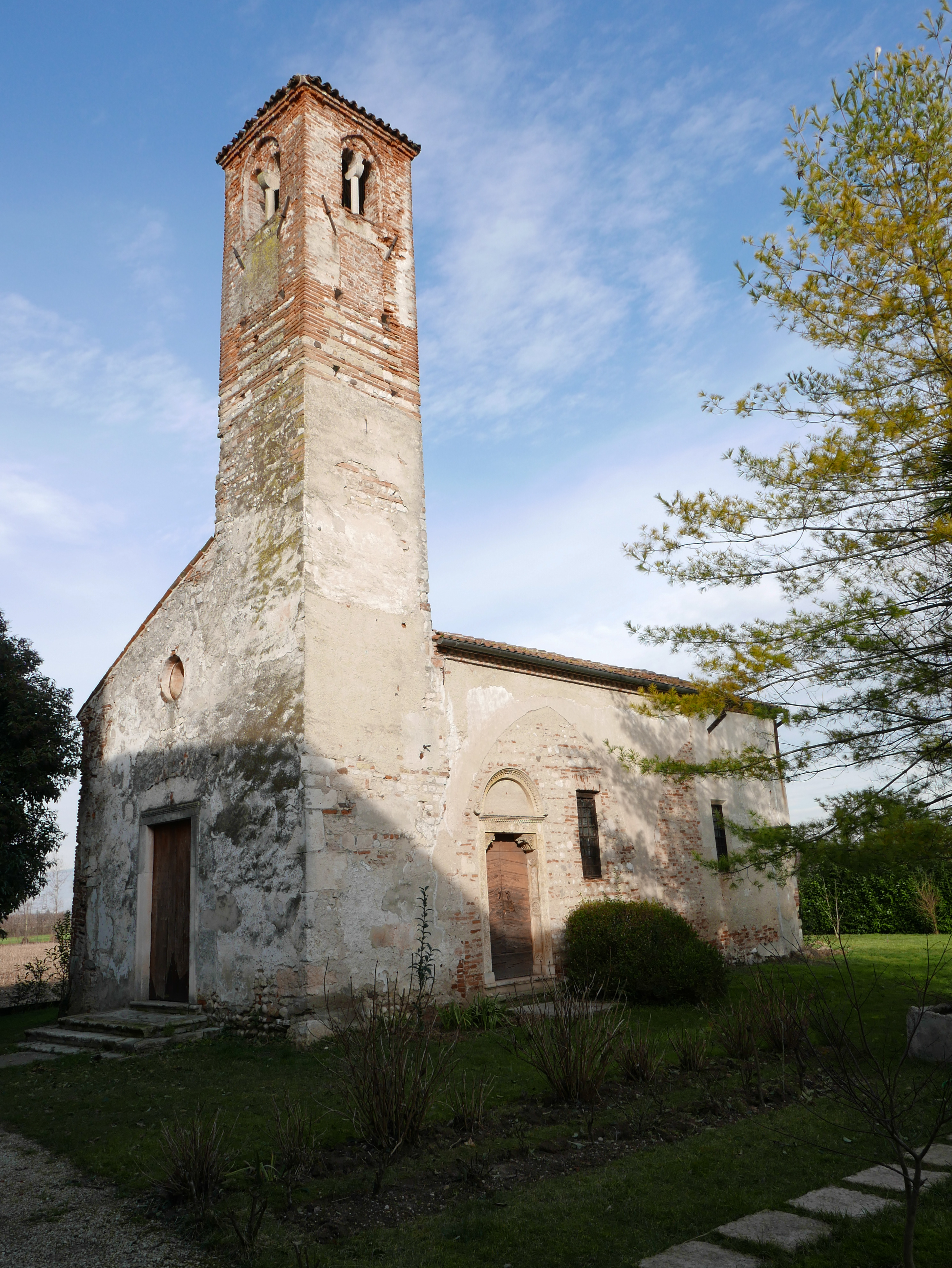
Prospetto ovest
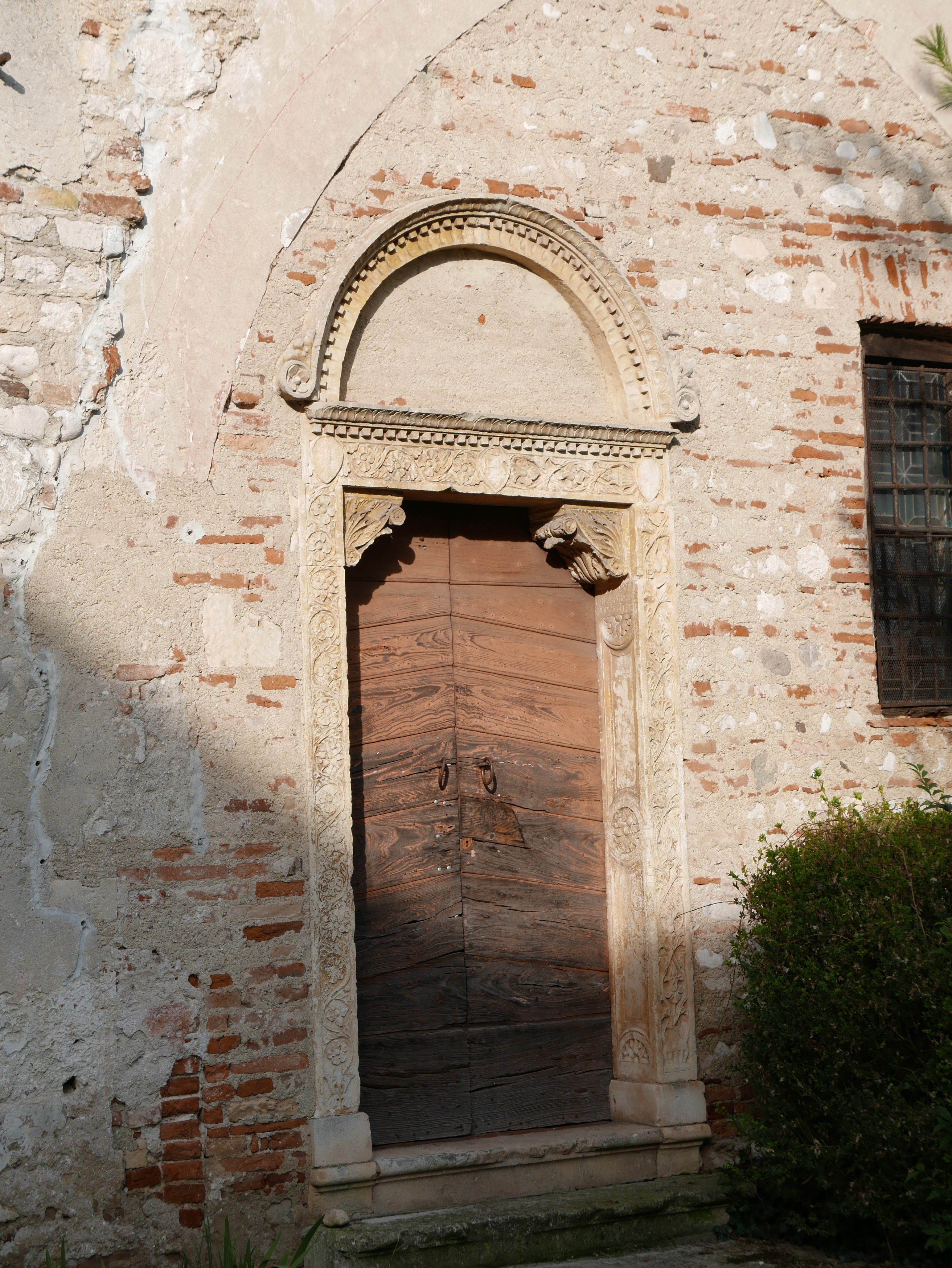
Portale laterale

### Ville
Villa Cordellina-Rigon-Soldà 45.605855°N 11.55667°E
Deriva dalla trasformazione in residenza civile, destinata alla conduzione del fondo, dell'antica abbazia benedettina di Santa Maria Etiopissa, soppressa con decreto ducale alla fine del Settecento; dagli anni trenta del Novecento la chiesa è di proprietà della parrocchia di Polegge. Il complesso è costituito dalla casa padronale progettata dall'architetto Bartolomeo Malacarne, da una lunga barchessa e da un edificio a torre; gli edifici si dispongono a "L" attorno a una corte, con la barchessa a nord e la villa a est e, sul retro della villa, la chiesa.
Villa Garzadori-Dainese 45.595525°N 11.555704°E
Si trova in località Panna (anticamente Mezza Strà) dove finisce il Comune di Vicenza.  Al centro del vasto possedimento di proprietà della famiglia Garzadori, già nel Cinquecento era un grande complesso con mulini, alimentati dalla roggia panna che passa sotto la villa. I Garzadori commissionarono ad Andrea Palladio il progetto di una villa che sostituisse le costruzioni esistenti, ma esso non ricevette attuazione per la morte di uno dei proprietari. La villa fu ristrutturata nel Seicento da un altro Garzadori, arcivescovo di Zara.
Dopo una serie di passaggi di proprietà, la villa con annessi i rustici, i mulini e i resti di una cappella dedicata ai santi Simone e Giuda, fu acquistata alla fine del Novecento dalla famiglia Dainese.
Villa Garzadori-Thiene-Berton 45.584081°N 11.554168°E
Il nucleo più antico lascia intravedere elementi gotici del Quattrocento; all'interno vi sono ancora due antichi camini. La costruzione fu diverse volte rimaneggiata nel Cinquecento e nel Seicento. Negli anni sessanta del Novecento fu abbattuta la lunga antica barchessa. Le case più a sud erano antichi annessi, tra di essi un'antica cappella gentilizia.
A poca distanza verso ovest, in località Fornasette, i Garzadori nel Cinquecento possedevano due fornaci per laterizi, ancora esistenti ma non restaurate.
Villa Saccardo-Cerato 45.579633°N 11.552064°E
Prospetta sulla strada Marosticana, al confine tra Polegge e Laghetto. Edificata sopra un'antica costruzione precedente, fu della famiglia Saccardo nei secoli XIX e XX. I restauri hanno valorizzato le parti principali della villa
Sull'altro lato della strada vi è un'altra costruzione assai antica - anche se in stato di abbandono - di pertinenza della villa, con grosse mura rinforzate da barbacane e grossi pilastri in cotto.
Villa Trissino-Barbieri-Stimamiglio 45.594382°N 11.546146°E
Situata a nord della strada Chiesa di Polegge. Imponente costruzione, costruita all'inizio dell'Ottocento da Bartolomeo Malacarne; infatti la facciata principale con portico a sei colonne, ha ai lati due grandi barchesse anch'esse dotate di portici.
Dal 1943 al 1945 fu sede del comando dell'aviazione tedesca. Nel secondo dopoguerra fu acquistata dalla famiglia Stimamiglio che la restaurò molto accuratamente.

### Altro
Cimitero 45.595754°N 11.551039°E
A Polegge è situato uno degli otto cimiteri di Vicenza.
Fino a tutto il Settecento l'antico cimitero era situato tutt'intorno alla chiesa, ma dopo il R.D. del 1806 che impediva le tumulazioni all'interno dei luoghi abitati vennero redatti dal pubblico perito Giacomo Fontana i progetti dei cimiteri extraurbani, tra cui quello di Polegge; in questa frazione, però, anche per motivi di spesa fu invece ristrutturata una parte del cimitero esistente vicino alla chiesa parrocchiale, che fu completata nel 1811. Quello attuale è del Novecento.

## Cultura
A Polegge vi sono una scuola dell'infanzia e una scuola primaria, entrambe comunali.
Vi è anche il Teatro "Emanuele Zuccato", costruito nel 1956.

## Geografia antropica
Fino al XX secolo gli abitati di Polegge e di Laghetto, in origine appartenenti alla stessa coltura, furono molto simili per posizione, vicinanza e dimensioni: entrambi comprendevano poche decine di famiglie e alcune centinaia di persone.
Questi numeri aumentarono nella prima metà del Novecento, per le migliorate condizioni economiche e di salute: al censimento del 1981 Polegge aveva circa 1 800 abitanti, numero leggermente diminuito alla fine del secolo. Ben diversa fu invece la sorte di Laghetto che, in forza del piano urbanistico, dal 1966 divenne un nuovo quartiere della città con alcune migliaia di abitanti.

## Economia
In passato la vita della popolazione era caratterizzata dalla coltivazione dei campi a cereali e la zona era divisa in grandi lotti, organizzati in ampie fattorie. Data l'abbondanza di acque, era utilizzata la forza motrice idraulica che alimentava i mulini; tra questi una cartiera che dava lavoro ad alcune decine di operai. La vita economica dell'abitato ora gravita principalmente sulla città di Vicenza, cui offre manodopera pendolare nell'industria, nel settore terziario e nei servizi.

## Infrastrutture e trasporti
Principale via di comunicazione è la SP 248 Schiavonesca-Marosticana - che scorre subito a est del centro abitato - dal 1955 dismessa dall'ANAS fino a Polegge Panna, perché all'interno del perimetro cittadino di Vicenza. Altre importanti sono la Strada comunale di Polegge - che, arrivando da ponte Marchese a ovest, passa davanti alla chiesa parrocchiale, attraversa la Marosticana e prosegue per Cavazzale verso est - e la Strada comunale del Cimitero di Polegge.
È servita dalla linea autobus numero 2 di Aim Mobilità (confluita con FTV dal 1º marzo 2016 nella nuova società chiamata SVT, Società Vicentina Trasporti).